# Josep Ensesa i Gubert
Josep Ensesa i Gubert (* 20. April 1892 in Sarrià de Ter; † 1. Januar 1981 in s’Agaró) war ein katalanischer Unternehmer aus der Unternehmerdynastie Ensesa. Er wurde besonders bekannt durch seine führende Rolle bei der Entwicklung der noucentistischen Wohn- und Feriensiedlung s’Agaró und des dort befindlichen Luxushotels Hostal de la Gavina. Josep Ensesa i Gubert war der Sohn des Industriellen Josep Ensesa i Pujadas.

## Leben und Werk
Josep Ensesa wurde am 20. April 1892 in Sarrià de Ter geboren. Er besuchte dort die Grundschule, wurde jedoch im Alter von 10 Jahren als Internatsschüler in das „Lycée National Compte de Foix“ in Andorra aufgenommen, wo er bis 1905 verblieb. Später besuchte er die Escola Superior d'Industries in Vilanova i la Geltrú und wechselte zur Escola de Pèrits Industrials in Terrassa. Nach Abschluss seiner Schulausbildung arbeitete er mit seinem Vater in den Familienunternehmen zusammen. Darunter befanden sich die Getreidemühle „La Montserrat“ und das lebensmittelchemische Unternehmen „Indústrias Químicas y Tartáricas“, das in Girona als „Els Químics“ bekannt war.
Als Josep Ensesas Vater 1940 verstarb, hinterließ dieser seinem Bruder Joaquim, seinen Schwestern Dolors, Mercè und Montserrat und ihm das Familienvermögen.
Jahre später heiratete Josep Ensesas Josefina Montsalvatge Iglesias (1895–1965), die Tochter eines  Bankiers aus Olot. Aus dieser Verbindung gingen drei Kinder, ein Junge (Josep) und zwei Mädchen (Carme und Anna Maria) hervor. Ihr Sohn, Josep Ensesa i Montsalvatge, führte das Familienunternehmen weiter nach dem Tod von Josep Ensesa i Gubert am 1. Januar 1981 in S'Agaró im Alter von 89 Jahren fort.
Josep Ensesas Leben war direkt mit der baulichen und touristischen Entwicklung der Wohn- und Feriensiedlung s'Agaró verbunden. 1916 kaufte sein Vater ein Grundstück am Strand von Sant Pol. Der Architekt Rafael Masó aus Girona entwarf dort 1917 eine kleine Urbanisation, doch das Projekt wurde eingestellt. Josep Ensesa griff die Idee 1923 wieder auf und errichtete eine Villa, die aufgrund ihrer Sichtbarkeit vom Meer aus von den Fischern Senya Blanca getauft wurde. Der Bau wurde 1924 fertiggestellt und nach und nach durch weitere Gebäude im Stil des Noucentismus ergänzt.
Das Hostal de la Gavina wurde am 3. Januar 1932 eröffnet und gilt als Josep Ensesas bekanntestes Werk. Es wurde vom Architekten Rafael Masó entworfen und erbaut. Anfangs hatte es nur elf Zimmer. 1935 erweiterte Masó es, doch nach Masós Tod im selben Jahr übernahm der Architekt Francesc Folguera das Projekt. La Gavina wurde zu einem Luxushotel und war das erste Hotel in Spanien, das in  die Gruppe „Leading Hotels of the World“ aufgenommen wurde. Es beherbergte in den 1950er und 1960er Jahren, dem goldenen Zeitalter von S'Agaró, Gäste wie Ava Gardner, Elizabeth Taylor und Orson Welles sowie andere international bekannte Schauspieler. Es beherbergte auch hochrangige Politiker, Nobelpreisträger, Fußballer und berühmte Einwohner des Empordà wie den Künstler Salvador Dalí, der dort auftrat, oder den Schriftsteller Josep Pla, ein Gast, der enger Freund der Familie wurde.
Josep Ensesa war auch den Bereichen Politik, Sport und Kunst eng verbunden. Politisch war er ein liberaler Mann und erklärter Anti-Frankist. Er war Mitglied des Verwaltungsrats der republikanischen Zeitung „La Publicitat“ und sympathisierte mit der Partei „Acció Catalana“. Dies führte ihn ins Exil, wo er lange Zeit in Frankreich und Belgien lebte. Er pflegte eine enge Freundschaft zum katalanischen Exilpräsidenten Josep Tarradellas. Im Bereich des Sportes engagierte sich Josep Ensesa als einer der ersten Präsidenten der „Unió Deportiva Girona“. Josep Ensesa unterstützte verschiedene Aktivitäten im künstlerischen Bereich. Er gründete die „Revista de s'Agaró“, für die Josep Pla regelmäßig schrieb. Darüber hinaus war er einer der Leiter des „Musikfestivals s’Agaró“, das im Hostal de la Gavina stattfand und aufgrund der Bedeutung der teilnehmenden Persönlichkeiten oft zu einem echten politischen und gesellschaftlichen Treffen wurde.